# Paul Williams (auteur-compositeur)
Pour les articles homonymes, voir Paul Williams et Williams.
Paul Williams, né le 19 septembre 1940 à Omaha, dans le Nebraska, est un auteur-compositeur-interprète et acteur américain. Pour la chanson, on lui doit une quinzaine de succès internationaux, le plus souvent interprétés par d'autres artistes. Il signe une dizaine d'albums qu'il interprète lui-même, entre 1969 et 2005. Comme acteur, on retient notamment en 1974, son interprétation d'un des rôles principaux dans la comédie d'horreur fantastique et musicale Phantom of the Paradise, réalisée par Brian De Palma dont il compose également la bande originale. On le retrouve à la distribution ou à la production musicale d'autres films, séries télévisées et téléfilms américains. Entre 1969 et 2012, ses compositions sont interprétées par une très large variété d'artistes, allant de l'univers jazz, du blues, de la pop à l'électro, parmi lesquels on note Ella Fitzgerald, The Carpenters, The Monkees, Barbra Streisand, Elvis Presley, David Bowie, Frank Sinatra, Ray Charles, Sarah Vaughan, George Benson, Diana Ross, Sergio Mendes et en 2012, il collabore avec le duo Daft Punk. Au cours de sa carrière, plusieurs de ses oeuvres sont officiellement sélectionnées à six Oscars du cinéma, à neuf trophées Grammy, à six Golden Globes et à deux Emmy Awards.

## Biographie
Fils de Paul Hamilton Williams, ingénieur en architecture et de son épouse, Bertha Mae (née Burnside), femme au foyer, Paul Williams naît à Omaha (Nebraska) dans une famille relativement nombreuse. L'un de ses frères, John J. Williams, spécialiste des fusées, participe aux programmes Mercury et Apollo de la NASA dans les années 1960 et 1970. Mentor Williams son autre frère est également auteur-compositeur. 
Au cours de sa carrière Paul Williams compose une série de grands succès internationaux, principalement durant les années 1960 et 1970, interprétés par de nombreux artistes dont : The Carpenters, The Monkees, Barbra Streisand, David Bowie (la chanson Fill Your Heart sur l'album Hunky Dory). 
Il compose plusieurs bandes originales de films pour le cinéma et la télévision, notamment Phantom of the Paradise de Brian De Palma (1974) qui lui vaut une nomination aux Oscar, film dans lequel il incarne l'un des rôles principaux. Brian de Palma le juge très doué pour composer de la « pop commerciale » tout en étant capable de composer dans des genres musicaux différents. Il est également l'auteur de la musique du film Bugsy Malone, réalisé par Alan Parker (1976).
Nommé six fois aux Oscar, il n'en reçoit qu'un seul en 1977 : celui de la meilleure chanson originale pour Evergreen, chanson-titre du film Une étoile est née. Il partage ce prix avec Barbra Streisand.
D'une école et d'un style typiquement issus de la pop country et folk, Paul Williams sait enrichir ses thèmes musicaux avec des harmonies subtiles, sur des rythmes et arrangements plus contemporains et plus pop-rock. Ses paroles exploitent à la fois une structure classique mais avec une dimension poétique et subtile.
Parmi les nombreuses chansons qu'il a interprétées lui-même, certains titres ont été classés parmi les meilleurs succès américains et internationaux. Il a également collaboré à l'écriture d'un livret (« Wings ») avec le compositeur français Michel Colombier.
Au cinéma, il campe aussi le personnage de Virgil, l'un des vieux sages orangs-outans de la série de films La Bataille de la planète des singes. Il incarne également le producteur machiavélique Swan dans Phantom of the Paradise de Brian De Palma, dont il compose aussi la bande musicale originale. De Palma lui propose le rôle car il estime que c‘est un excellent comédien dont le physique, « très petit, très étrange mais très intéressant », et son « humour noir » correspondent parfaitement au personnage, le méchant du film.
Sa voix très reconnaissable lui permet de doubler le personnage du Pingouin dans la série animée Batman ou encore la voix de Freddy la Bombe dans le film Solar Crisis. À la télévision, durant les années 1970 et 1980, il participe à certaines émissions et séries telles que le Muppet Show, Star Trek : Voyager, Hawaï police d'État, L'Homme qui tombe à pic, Babylon 5 ou encore La croisière s'amuse et d'autres fictions ou téléfilms.
En 2012, il travaille avec le groupe Daft Punk sur deux morceaux (Touch - paroles et chant - et Beyond - paroles) de l'album Random Access Memories, publié le 20 mai 2013 en France et le lendemain aux États-Unis.

## Discographie
- 1969 : Words and Music by Paul Williams
- 1970 : Someday Man
- 1971 : Just an Old Fashioned Love Song
- 1972 : Life Goes On
- 1974 : Here Comes Inspiration
- 1974 : A Little Bit of Love
- 1975 : Ordinary Fool
- 1979 : A Little on the Windy Side
- 1981 : ...And Crazy for Loving You
- 1997 : Back to Love Again
- 2005 : I'm Going Back There Someday

## Filmographie

### Acteur
- 1965 : Le Cher Disparu (The Loved One) de Tony Richardson : Gunther Fry
- 1966 : La Poursuite impitoyable d’Arthur Penn
- 1973 : La Bataille de la planète des singes (Battle for the Planet of the Apes) de J. Lee Thompson : Virgil
- 1974 : Phantom of the Paradise de Brian De Palma : Swan
- 1977 : Cours après moi shérif : Little Enos
- 1978 : Le Privé de ces dames (The Cheap Detective) : l'homme de main
- 1979 : Le retour des mystères de l'ouest (The Wild Wild West Revisited) (TV) : Dr Miguelito Loveless Jr.
- 1979 : Les Muppets, le film (The Muppet Movie) de James Frawley
- 1979 : Stone Cold Dead de George Mendeluk : Julius Kurtz
- 1980 : Tu fais pas le poids, shérif ! : Little Enos
- 1982 : la croisière s'amuse : épisode 25
- 1983 : Smokey and the Bandit Part 3 : Little Enos
- 1992-1993 : Le Tourbillon noir (The Pirates of Dark Water) - 8 épisodes : Garen (voix)
- 1993 : Singapore sling de Kōji Wakamatsu : un joueur de billard
- 1993 : Pour l'amour du risque - Le retour (Hart to Hart: Hart to Hart Returns) (téléfilm) de Peter H. Hunt : Duke
- 1994 : Nick & Noel (téléfilm) de John Sparey : Barbaby (voix)
- 1994 : Drôles de Monstres (Aaahh!!! Real Monsters) - Saison 1, épisode 12 : Izzith (voix)
- 1994 : Police Rescue de Michael Carson : Paul Skelton
- 1994 : Pour l'amour du risque - L'Île du danger (Hart to Hart: Old Friends Never Die) (téléfilm) de Peter H. Hunt : Duke
- 1994 : A Million to Juan de Paul Rodriguez : Jenkins
- 1992-1994 : Batman (Batman: The Animated Series) - 7 épisodes : Oswald Cobblepot / le Pingouin (voix)
- 1994 : Un drôle de shérif (Picket Fences) - Saison 3, épisode 5 : Benjamin Weedon
- 1994-1995 : Fantôme 2040 (Phantom 2040) - Saison 1, épisodes 4, 10, 12, 13, et 15 : M. Cairo (voix)
- 1995 : Babylon 5 - Saison 2, épisode 12 : Taq
- 1995 : Headless Body in Topless Bar de James Bruce : Carl Levin
- 1995 : Super Zéro (The Tick: The Animated Series) - Saison 2, épisode 4 : Mother of Invention (voix)
- 1995 : Walker, Texas Ranger - Saison 4, épisode 4 : Tumbleweed Tom
- 1995 : Capitaine Planète (Captain Planet and the Planeteers) - Saison 6, épisode 5 : Kujo (voix)
- 1996 : Boston Common - Saison 2, épisode 9 : Père Rooney
- 1997 : Firestorm de John Shepphird : Dr. Tangu
- 1997 : Expériences interdites (Perversions of Science) - Saison 1, épisode 5 : Dr. Mueller
- 1997 : Chérie, j'ai rétréci les gosses (Honey, I Shrunk the Kids: The TV Show) - Saison 1, épisode 8 : Mahoney
- 1998 : Le Laboratoire de Dexter (Dexter's Laboratory) - Saison 2, épisode 32 : Professeur Williams (voix)
- 1998 : Amour, Gloire et Beauté (The Bold and the Beautiful) - Épisodes 2869, 2883, 2885, 2894 et 2899 : Bailey Masterson
- 1998 : Superman, l'Ange de Metropolis (Superman: The Animated Series) : Saison 3, épisode 2 : Oswald Cobblepot / le Pingouin (voix)
- 1998 : Postal Worker de Jeffrey F. Jackson
- 1998 : Batman (The New Batman Adventures) - Saison 1, épisode 7 / Saison 2, épisodes 1, 7, 9 : Oswald Cobblepot / le Pingouin (voix)
- 2000 : Star Trek: Voyager - Saison 6, épisodes 13 : Koru
- 2002 : Les Lois de l'attraction (The Rules of Attraction) de Roger Avary : docteur
- 2004 : Un mariage de princesse (The Princess Diaries 2: Royal Engagement) de Garry Marshall : Lord Harmony
- 2005 : Nowhere Man de Tim McCann : le patron du bar
- 2007 : Mère-fille, mode d'emploi (Georgia Rule) de Garry Marshall : M. Wells
- 2008 : A Muppets Christmas: Letters to Santa (téléfilm) de Kirk R. Thatcher : Elf
- 2010 : Valentine's Day de Garry Marshall : Romeo Midnight
- 2012 : The Ghastly Love of Johnny X de Paul Bunnell : Cousin Quilty
- 2014 : Community Saison 5 Épisode 9 : Professeur de chimie
- 2017 : Baby Driver d'Edgar Wright : « le Charcutier »
- 2018 : Goliath :  James 'JT' Reginald III

### Compositeur
- 1971 : On the Line (documentaire) de Lee Stanley
- 1974 : The Stranger Who Looks Like Me (téléfilm) de Larry Peerce
- 1974 : Phantom of the Paradise de Brian De Palma
- 1976 : Du rififi chez les mômes (Bugsy Malone) d'Alan Parker
- 1976 : L'enfant Bulle (The Boy In The Plastic Bubble - téléfilm) de Randal Kleiser
- 1977 : Emmet Otter's Jug-Band Christmas (téléfilm) de Jim Henson
- 1977 : The McLean Stevenson Show - 2 épisodes
- 1977 : Flight to Holocaust (téléfilm) de Bernard L. Kowalski
- 1977 : Sugar Time! (série télévisée)
- 1978 : Sparrow (téléfilm) de John Berry
- 1978 : Suicidez-moi docteur (The End) de Burt Reynolds
- 1979 : Les Muppets, le film (The Muppet Movie) de James Frawley
- 1979 : The Paul Williams Show (série télévisée)
- 2008 : A Muppets Christmas: Letters to Santa (téléfilm) de Kirk R. Thatcher
- 2009 : Lucky Ducks (documentaire) de Tracey Jackson